# Процеркоїд

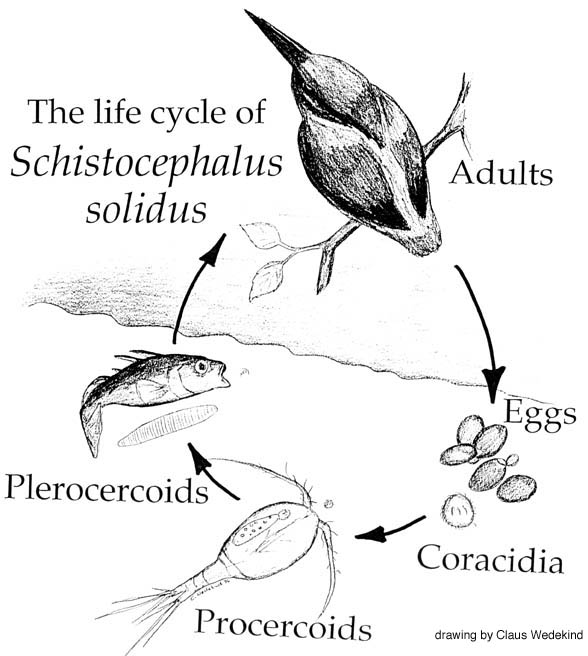
Процеркоїд у життєвому циклі Schistocephalus solidus

Процеркоїд (від грецького — перед, раніше, — хвіст і —вигляд) — одна з личинок деяких цестод (Cestoda). Тіло має веретеноподібну форму, розміром до 0,05 міліметра, задній кінець його має 3 пари гачків і відокремлений від тіла перетяжкою у вигляді маленької кульки. Розвивається процеркоїд з онкосфери в тілі проміжного хазяїна — копеподи. Другим проміжним хазяїном є деякі риби, амфібії, плазуни, що живляться цими рачками. У тілі хазяїна процеркоїд перетворюється на плероцеркоїд, що відповідає стадії фіни.